# Petrus Van Teemsche
Petrus ("Piet") Van Theemsche (Lokeren, 15 augustus 1915 - Lokeren, 28 mei 1999) was een Belgische wielrenner. Hij was midden de jaren dertig een van de betere regionale renners.

## Biografie
Van Theemsche werd in Lokeren geboren als jongste van een gezin van zeven kinderen.
Als niet aangeslotene boekte hij in 1931 29 overwinningen en in 1932 stapte hij over bij de nieuwelingen van de B.W.B. met 23 overwinningen. In 1933 en 1934 behaalde hij 6 overwinningen bij de junioren en eind 1934 stapte hij over naar de onafhankelijken. In 1935 won hij vier koersen, waaronder een rit in de Ronde van België. In september 1935 werd Petrus Van Theemsche beroepsrenner. Eén jaar later won hij zijn eerste beroepsrennerswedstrijd in Zottegem. In 1937 kende hij veel tegenslag en gesukkel met de gezondheid, maar 1938 werd zijn gloriejaar.
In 1938 mocht hij na een seizoen vol tegenslag toch deelnemen aan het kampioenschap van België in Francorchamps. Hij was een van de 37 "gekwalificeerden", want toen moesten de renners gunstig gerangschikt zijn om te mogen deelnemen. Het kampioenschap was 223 km lang met aankomst bergop. Na een zware wedstrijd van 6 uur klopte de "kermiscoureur" Piet Van Theemsche in een machtige spurt de grote namen Hubert Deltour en Marcel Kint, die later op het jaar wereldkampioen zou worden.
Toen hij later in Lokeren op de Bergendries een koffiehuis opende, kreeg dit logischerwijze de naam Francorchamps. Na zijn kampioenstitel behaalde Piet Van Theemsche nog een aantal overwinningen, maar toch geraakte hij moeilijk uit het regionale circuit. Bij het uitbreken van de Tweede Wereldoorlog was hij amper 25 jaar en zoals zoveel andere renners kon hij zijn carrière niet volledig uitbouwen. Er moest brood op de plank komen en hij werd dan maar schilder.

## Erelijst
1935:
- 1e in Hamme

1936:
- 1e in Zottegem - Dr Tistaertprijs

1938:
- 1e in kampioenschap van België in Francorchamps

1938:
- 1e in Wijnegem

1939:
- 1e in Lauwe